# Richard al II-lea (piesă de teatru)
Richard al II-lea este una din piesele de teatru ale lui William Shakespeare, numele complet fiind Viața și moartea regelui Richard al II-lea (în engleză: The Life and Death of King Richard II).

## Prezentare
Această dramă istorică înfățișează evenimentele care au marcat ultimii ani ai domniei lui Richard al II-lea (1377-1399).
Piesa a fost reprezentată la 7 decembrie 1595 și a fost tipărită un an mai târziu.

## Personaje
| - Regele Richard al II-lea - Edmund de Langley, duce de York, unchi al regelui - John de Gaunt, duce de Lancaster, unchi al regelui - Henry Bolingbroke, duce de Hereford, fiul lui John de Gaunt, mai târziu regele Henric al IV-lea - Ducele de Aumerle, fiul ducelui de York - Thomas Mowbray, duce de Norfolk - Ducele de Surrey - Contele de Salisbury - Contele Berkeley - Bushy \ - Bagot > unelte ale regelui - Green / - Contele de Northumberland | - Henry Percy, fiul lui - Lordul Ross - Lordul Willoughby - Lordul Fitzwater - Episcopul de Carlisle - Starețul de Westminster - Lordul mareșal - Sir Pierce de Exton - Sir Stephen Scroop - Căpitanul unui steag de gali - Regina - Ducesa de Gloster - Ducesa de York - O doamnă din suita reginei - lorzi, ofițeri, soldați, grădinari, paznici și alți slujitori. |